# سقوط ماه (فیلم)
سقوط ماه (به انگلیسی: Moonfall) یک فیلم اکشن و علمی-تخیلی آمریکایی محصول ۲۰۲۲ به نویسندگی و کارگردانی رولاند امریش با بازی هالی بری، پاتریک ویلسون، جان بردلی-وست، مایکل پنیا، چارلی پلامر، کلی یو و دونالد ساترلند است. این فیلم در ۴ فوریه ۲۰۲۲ توسط کمپانی لاینزگیت در ایالات متحده اکران شد و نقدهای متفاوتی از منتقدان دریافت کرد. «سقوط ماه» که در مونترآل با بودجه حدود ۱۴۰ میلیون دلاری فیلمبرداری شد، یکی از گران‌ترین فیلم‌های مستقل تمام دوران است؛ با این حال در فروش ضعیف عمل کرد و بمب گیشه شد.

## خلاصهٔ داستان
ماه توسط نیرویی قدرتمند و اسرارآمیز، از مدار خود خارج شده و به سرعت درحال حرکت به سمت زمین است. سه محقق ناسا سعی دارند تا علت این حادثه را کشف کنند و زمین را از نابودیِ حتمی نجات دهند.

## مشروح داستان
در سال ۲۰۱۱، فضانوردان «برایان هارپر»، «جوسیندا (جو) فاولر» و تازه‌واردی به نام «آلن مارکِس» در مأموریتی با شاتل فضایی برای تعمیر یک ماهواره هستند. ناگهان، یک تودهٔ ناشناس از فناوری بیگانه به شاتل حمله می‌کند، آلن را می‌کشد، جو را بی‌هوش می‌کند و سپس به سطح ماه نفوذ می‌کند. برایان، که تنها شاهد ماجراست، شاتل آسیب‌دیده را به زمین بازمی‌گرداند، اما داستانش جدی گرفته نمی‌شود و از ناسا اخراج می‌شود.
ده سال بعد، «کی‌سی هاوسمن»، نظریه‌پرداز توطئه‌ای که باور دارد ماه یک ابرساختار مصنوعی است، با استفادهٔ پنهانی از یک تلسکوپ پژوهشی پی می‌برد که مدار ماه در حال نزدیک‌شدن به زمین است. او تلاش می‌کند یافته‌هایش را به برایان منتقل کند. در همین زمان، ناسا نیز به این پدیده پی می‌برد، اما انتشار اطلاعات از سوی کی‌سی در شبکه‌های اجتماعی موجب وحشت جهانی می‌شود. جو، که اکنون معاون مدیر ناساست، مأموریتی را با یک راکت اس‌ال‌اس مدل بلوک ۱ برای بررسی این پدیده به ماه می‌فرستد. همان تودهٔ مرموز دوباره حمله می‌کند و هر سه فضانورد را پس از انداختن یک کاوشگر به درون شکاف عمیقی در سطح ماه می‌کشد.
با بدترشدن مدار ماه، فاصله‌اش با زمین کمتر می‌شود و این موضوع باعث اختلالات شدید گرانشی و زمین‌لرزه‌ای می‌شود. جو با «هولدنفیلد»، مقام پیشین ناسا دیدار می‌کند که فاش می‌کند اعتبار برایان در گذشته به دلیل پنهان‌کاری ناسا در ماجرایی مربوط به مأموریت آپولو ۱۱ خدشه‌دار شده بود؛ جایی که خاموشی دو دقیقه‌ای رادیویی برای مخفی‌کردن شواهد نورهای ضربانی در پشت ماه ترتیب داده شد. مأموریت آپولو ۱۲ نشان داد که ماه توخالی است و دستگاه پالس الکترومغناطیسی (EMP) طراحی‌شده برای نابودی توده به دلیل کمبود بودجه کنار گذاشته شد.
با کمک همسر سابقش، ژنرال «داگ دیویدسون» رئیس ستاد نیروی هوایی آمریکا، جو دستگاه EMP را ضبط و شاتل بازنشستهٔ اندیور را از مرکز علمی کالیفرنیا برای مأموریت جدید بازیابی می‌کند: اصلاح مدار ماه و نابودی تودهٔ مرموز. برایان، کی‌سی و جو با استفاده از نیروی گرانشی ماه پرتاب می‌شوند و در حالی که سونامی پایگاه فضایی «وندنبرگ» را نابود می‌کند، از جو زمین خارج می‌شوند.
آن‌ها به درون ماه می‌رسند و درمی‌یابند که این کره، یک کره دایسون است که به‌وسیلهٔ یک کوتوله سفید در مرکز آن نیرو می‌گیرد. سامانهٔ عامل ماه، که نوعی هوش مصنوعی است، به برایان توضیح می‌دهد که میلیاردها سال پیش، اجداد فناور انسان‌های امروزی تودهٔ هوش مصنوعی را برای خدمت طراحی کردند، اما پس از خودآگاهی این هوش، از کنترل خارج شد و نژادشان را نابود کرد. آن‌ها ماه را به‌عنوان یک فضاپیمای میان‌ستاره‌ای ساختند تا زمین را خلق کرده و در آن زندگی بیافرینند، اما تودهٔ هوشمند جای آن را یافت و با مکیدن انرژی هسته‌اش، مدار ماه را بی‌ثبات کرده است.
در همین حال، پسر برایان، «سانی»، پسر جو، «جیمی»، و سرپرست او، «میشل»، برای رسیدن به پناهگاه نظامی داگ در کوه‌های کلرادو تلاش می‌کنند. آن‌ها به مادر سانی، «برندا»، همسرش «تام» و خانواده‌اش می‌پیوندند. پس از رویارویی با بلایای طبیعی و درگیری با بازماندگان متخاصم، آن‌ها در تونلی کوهستانی پناه می‌گیرند. با از بین رفتن جوّ محلی، دختر کوچک تام از کمبود اکسیژن رنج می‌برد و تام اکسیژن خود را به او می‌دهد و در پی آن خفه می‌شود. رئیس‌جمهور آمریکا دستور حملهٔ هسته‌ای به ماه را صادر می‌کند، اما داگ از اجرای آن سر باز می‌زند و سپس پناهگاه با ریزش ویران می‌شود و به نظر می‌رسد همه کشته می‌شوند.
با حملهٔ توده به همهٔ دستگاه‌های الکترونیکی دارای زندگی آلی، کی‌سی با ماژول ماه‌نشین آن‌ها، توده را از سفینه منحرف می‌کند و با فداکاری، EMP را منفجر می‌کند. جو و برایان به زمین بازمی‌گردند و خانواده‌هایشان را می‌یابند. انرژی ماه احیا شده و مدار آن به حالت عادی بازمی‌گردد، اما پوستهٔ سنگی آن دیگر وجود ندارد. سامانهٔ عامل ماه، پس از بازسازی آگاهی کی‌سی، خود را به شکل گربه‌اش «فاز آلدِرین» و مادرش به او نشان می‌دهد و می‌گوید: «حالا باید کار را شروع کنیم».

## بازیگران
- هلی بری در نقش جوسیندا فاولِر، فضانورد سابق و نایب رئيس کنونی ناسا که زمانی به همراه برایان هارپر در مأموریت فضاپیمای اندور به فضا پرواز کرده بودند.
- پاتریک ویلسون در نقش برایان هارپر، فضانورد سابق ناسا و همکار جوسیندا فاولر در مأموریت فضاپیمای اندور
- جان بردلی-وست در نقش کی سی هاوسمن، یک تئوری پرداز توطئه که متوجه مصنوعی بودن ماه می شود و برخورد ماه به زمین را کشف می کند.
- چارلی پلامر در نقش سانی هارپر
- دونالد ساترلند در نقش هولدنفیلد
- مایکل پنیا در نقش تام لوپز
- کارولینا بارتزاک در نقش برندا لوپز
- ایم ایکوآکور در نقش داگ دیویدسون
- ماکسیم روی در نقش گابریلا اوکلر
- استفان بوگارت در نقش آلبرت هاچینگز

## تولید

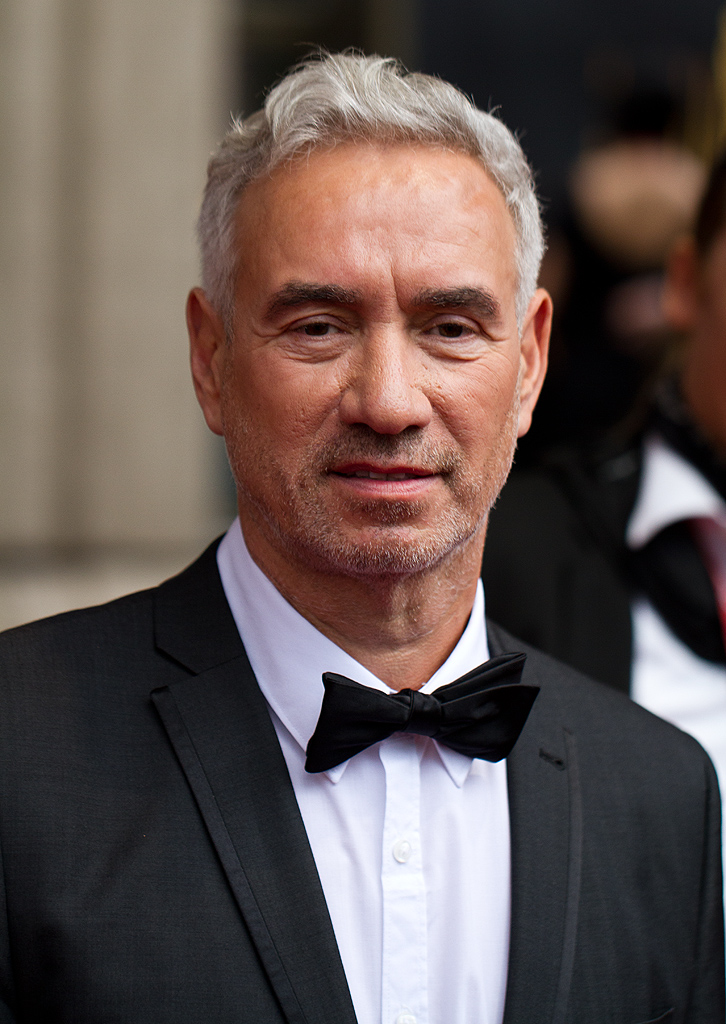
رولاند امریش نوسینده و کارگردان

در ماه مه سال ۲۰۱۹، اعلام شد که رولاند امریش در حال نویسندگی و کارگردانی این فیلم با بودجهٔ ۱۴۶ میلیون دلاری است. لاینزگیت حقوق توزیع این اثر را دارد. فیلمبرداری در مونترآل، و در ماه اکتبر سال ۲۰۲۰ آغاز شد.

## دنباله
در ژانویه ۲۰۲۲، رولاند امریش در مورد امکان فیلمبرداری دو دنباله پشت سر هم در صورت موفقیت فیلم اول صحبت کرد. ماه بعد، جان بردلی-وست گفت که «اگر رولاند به سمتی که می‌خواهد برود»، دنباله‌ها «حتی دیوانه‌تر از اولی» خواهند بود.